# Wólka Radzymińska (osada leśna)
Wólka Radzymińska – osada leśna w Polsce położona w województwie mazowieckim, w powiecie legionowskim, w gminie Nieporęt.